# جدو
جدو (به عربی: جدو) یک منطقهٔ مسکونی در سومالی است که در سومالی واقع شده‌است. جدو ۸۵٬۰۰۰ کیلومتر مربع مساحت و ۵۰۸٬۰۰۰ نفر جمعیت دارد.